# American Beach House
American Beach House es una película estadounidense de comedia de 2015, dirigida por Straw Weisman, que a su vez la escribió, musicalizada por Herman Beeftink, en la fotografía estuvo Pedja Radenkovic y los protagonistas son Mischa Barton, Lorenzo Lamas y Martin Belmana, entre otros. El filme fue realizado por New Films International y se estrenó el 2 de julio de 2015.

## Sinopsis
Unos jóvenes, tres varones y tres mujeres, ganan un concurso en internet. El premio es un viaje con todo los gastos cubiertos a una casa en la costa de Malibú, lo que no saben es que la van a tener que compartir.